# Joel Grant
Joel Valentino Grant (Londra, 26 agosto 1987) è un ex calciatore inglese naturalizzato giamaicano, di ruolo centrocampista.

## Carriera

### Club
Ha sempre giocato nel campionato inglese.

### Nazionale
Nel 2007 ha partecipato al campionato nordamericano Under-20.
Ha esordito in Nazionale nel 2014; nel 2015 partecipa alla Copa America.
Viene convocato per la Copa América Centenario negli Stati Uniti, in sostituzione dell'infortunato Simon Dawkins.

## Palmarès

### Club

#### Competizioni nazionali
- Football Conference: 1

Aldershot Town: 2007-2008